# Тергдалеулеби
Тергдалеулеби (груз. თერგდალეულები, букв. — испившие воду Терека, то есть получившие образование в России) — патриотическо-демократическое направление грузинской просветительской мысли 1860—1870-х гг.
Сложилось в полемике с грузинскими либералами старшего поколения на страницах журнала «Цискари». Дискуссии касались реформирования грузинского языка и литературы и отношения к крепостному праву и крестьянской реформе. Трибуной для выражения взглядов группы в 1863 году стал журнал Ильи Чавчавадзе «Сакартвелос моамбе».
Взгляды движения формировались под влиянием русских революционеров-демократов В. Г. Белинского, Н. Г. Чернышевского, Н. А. Добролюбова, европейских утопических социалистов. Лидеры «Тергдалеулеби» выступали против крепостного права, за социальное и национальное освобождение грузинского народа. 
В конце 1860-х «тергдалеулеби» значительно разошлись во взглядах и уже не представляли собой монолитную группу.
Сторонники  И. Чавчавадзе, на фоне обозначившегося во второй половине 1860-х годов противостояния определённые позднее как «Пирвели-Даси» («Первая группа»; И. Чавчавадзе, А. Церетели, Я. Гогебашвили, Важа-Пшавела), надежду на восстановление национальной государственности связывали с демократизацией русского общества и равноправным союзом русского и грузинского народов в рамках Российской империи. 
Деятели сложившийся в 1869 году (по другим данным — в 1866 или 1877) «Меоре-Даси» («Вторая группа»; Г. Церетели, Н. Николадзе, С. Месхи) выступали за ускоренное развитие страны путём создания национальной промышленности и развития торговли.